# Innertavle
Innertavle är en tätort i Umeå kommun  som ligger mellan Tomtebo och Täfteå, vid Tavelåns mynning i Tavlefjärden.

## Historia
Innertavle och Yttertavle var ursprungligen delar av samma by, Tafle, som omnämns i historiska medeltida källor åren 1448 och 1494. Byn anses ha fått sitt namn av Tavelån, som troligen ursprungligen hette Tavla. Detta ånamn har tolkats som "hon som rinner långsamt (och slingrande)". 
På senare år har Innertavle byggts ut och numera har byn över 500 invånare.

### Befolkningsutveckling
| Befolkningsutvecklingen i Innertavle 1990–2020 | Befolkningsutvecklingen i Innertavle 1990–2020 | Befolkningsutvecklingen i Innertavle 1990–2020 | Befolkningsutvecklingen i Innertavle 1990–2020 | Befolkningsutvecklingen i Innertavle 1990–2020 |
| ---------------------------------------------- | ---------------------------------------------- | ---------------------------------------------- | ---------------------------------------------- | ---------------------------------------------- |
|                                                |                                                |                                                |                                                |                                                |
| År                                             |                                                |                                                | Folkmängd                                      | Areal (ha)                                     |
| 1990                                           | 1990                                           |                                                | 534                                            | 49                                             |
| 1995                                           | 1995                                           |                                                | 545                                            | 50                                             |
| 2000                                           | 2000                                           |                                                | 557                                            | 52                                             |
| 2005                                           | 2005                                           |                                                | 549                                            | 52                                             |
| 2010                                           | 2010                                           |                                                | 582                                            | 54                                             |
| 2015                                           | 2015                                           |                                                | 669                                            | 72                                             |
| 2020                                           | 2020                                           |                                                | 596                                            | 80                                             |
| Anm.: Ny tätort 1990                           |                                                |                                                |                                                |                                                |

## Samhället
Innertavle har en kyrka, bygdegård, egen skola – Innertavle skola, som omfattar barn upp till och med årskurs 5 – och ett daghem. En gång-/cykelväg mellan Innertavle och Umeå färdigställdes sommaren 2009.

## Kommunikationer
Busslinje 118 går på stora vägen strax utanför Innertavle by. Åt ena hållet åt Täfteå och Sävar, samt åt andra hållet Umeå universitet, NUS och Vasaplan i Umeå.
Busslinje 75 är en direktbuss från Innertavle till Tomtebo, Ålidhem, Östra gymnasieskolan och Vasaplan i Umeå.

## Personer från orten
Victoria Silvstedt bodde i Innertavle under en period i sin barndom.